# Opération Mouette
Guerre d’Indochine
Batailles
- Opération Masterdom
- Bataille de Hanoï
- Opération Léa
- Bataille de Phu Tong Hoa
- Bataille de la RC 4
- Bataille de Vĩnh Yên
- Bataille de Mao Khê
- Bataille de Nghia Lo
- Bataille de Hòa Bình
- Opération Lorraine
- Bataille de Na San
- Bataille de Muong Khoua
- Opération Atlante
- Opération Camargue
- Opération Hirondelle
- Opération Brochet
- Opération Mouette
- Opération Castor
- Bataille de Diên Biên Phu
- Opération D
- Bataille du col de Mang Yang
- Extension au Laos

L’opération Mouette était une opération militaire française durant la guerre d'Indochine, du 15 octobre 1953 au 7 novembre 1953.

## Situation
À la suite du tournant de 1949 et avec l'expérience acquise au combat, l'armée populaire vietnamienne inflige une série de revers aux troupes françaises dans la haute région de Cao Bang et Lang Son (bataille de la RC 4). Le projet initial de « reconquête coloniale » s'est épuisé dans un interminable enlisement, a entraîné une grande lassitude dans l'armée française d'Indochine et dans le gouvernement français, ainsi qu'une opposition croissante de l'opinion publique française à une guerre dont les enjeux étaient de moins en moins clairs, dès lors que le Viêt Nam, le Laos et le Cambodge étaient, au moins en théorie, devenus indépendants, et que la « reconquête coloniale » n'était donc plus à l'ordre du jour. La « bataille des Routes Coloniales » sème la panique dans l’état-major français en Indochine et au sein du gouvernement français à Paris. Le général de Lattre de Tassigny est envoyé en Indochine pour redresser la situation mais doit immédiatement faire face à des offensives vietminh. Il parvient à vaincre trois fois ses ennemis, notamment à Vinh yen et Mao khé, écartant définitivement toute menace sur Hanoï, mais ne peut les anéantir. Ayant assuré la construction d'une ligne de défense, de Lattre commence à chasser les vietminh du delta du fleuve Rouge et décida de lancer une contre-offensive qu'il pense pouvoir être décisive, mais malade, il doit repartir pour la France. Sous l'égide de son successeur Raoul Salan, cette offensive, concluante au début, s'épuise d'elle-même et doit être arrêtée sans résultat décisif. De plus, au même moment, de Lattre en France, qui doit défendre son projet d'envoyer des renforts en Extrême-Orient, voit sa santé se dégrader et meurt en janvier 1952. L'Union française lance alors l'opération Lorraine afin de tenter de débusquer la guérilla Viet Minh en novembre 1952. Celle-ci se soldera par un échec. L'opération Camargue lancée l'année suivante rencontre en revanche un certain succès, chassant les troupes Viet Minh de la route nationale 1A.
Profitant de ce succès et après l'échec de l'opération Brochet, l'état major-français lance l'opération Mouette afin de nettoyer le delta du fleuve Rouge de toute présence Viet Minh.

## L'opération
L'objectif de celle-ci était de localiser et d'anéantir les forces Viet Minh opérant sous le commandement de Vo Nguyen Giap autour de la zone de Phu Nho Quan, au sud du delta du fleuve Rouge. À la suite de l'établissement d'un camp français dans la région, différentes troupes ont été dépêchées pour engager les forces Viet Minh. L'opération se termine le 7 novembre lorsque les Français se retirent, après avoir affirmé qu'environ 1 000 combattants ennemis ont été tués, deux fois autant de blessés, et 181 capturés ainsi qu'une quantité importante d'armes et de munitions.
La 13e demi-brigade de Légion étrangère du major Paul Pegot s'est notamment illustrée durant l'opération, ayant parvenu à repousser les contre-attaques Viet Minh à partir du 18 octobre.

### Sources et bibliographies
- (en) Elizabeth Errington, McKercher, The Vietnam War as History, Greenwood Publishing Group, 1990.  (ISBN 0275935604).
- (en) Bernard Fall, Street Without Joy. Stackpole Books, 1994.  (ISBN 0811717003).
- (en) Bernard Fall, Hell in a Very Small Place. Da Capo Press, 1985.  (ISBN 0306802317).
- (en) Jules Roy, The Battle of Dien Bien Phu, University of California: Pyramid Books, 1963.
- (en) David Stone, Dien Bien Phu. Conway, 2004.  (ISBN 1857533720).
- (en) Andrew Wiest, Rolling Thunder in a Gentle Land, Osprey Publishing, 2006.  (ISBN 184603020X).
- (en) Martin Windrow, The French Indochina War, 1946-1954. Osprey Publishing, 1998.  (ISBN 1855327899).
- (en) Martin Windrow, The Last Valley. Perseus Books Group, 2005.  (ISBN 0306814439).